# Malena Villa
Malena Gabriela Villa (Buenos Aires, 27 de diciembre de 1995) es una actriz, cantante y compositora argentina.
Es conocida principalmente por el papel doble de las mellizas en la película El Ángel y por interpretar a Sofía en la telecomedia Cien días para enamorarse.

## Biografía
La actriz es hija del actor y locutor Néstor Villa.

## Carrera
Comenzó a trabajar desde muy joven. En 2009, obtuvo su primer papel en la película Puentes y desde entonces ha participado en varios proyectos cinematográficos, unitarios y telediarios.

## Filmografía

### Cine
| Año  | Título                                      | Papel               | Director                           | Notas                        |
| ---- | ------------------------------------------- | ------------------- | ---------------------------------- | ---------------------------- |
| 2009 | Puentes                                     | Analía              | Julián Giulianelli                 |                              |
| 2011 | Lego                                        |                     | Pablo Martín Guerezta              | Cortometraje                 |
| 2013 | El amor a veces                             | Nuri                | Eduardo Milewicz                   |                              |
| 2014 | Blue Lips                                   | Helena              | Daniela de Carlo y Julieta Lima    |                              |
| 2015 | Mariposa                                    | Mariela             | Marco Berger                       |                              |
| 2015 | Chacabuco                                   | Claudia             | Lucía Rongo y Florencia Tolchinsky |                              |
| 2016 | Pastel de cereza                            | Mara Lujin          | Jessica Praznik                    | Cortometraje                 |
| 2016 | Un ejercicio para no olvidar                | Laura               | Gabriel Bosisio                    | Cortometraje                 |
| 2016 | Miss                                        | Laura               | Robert Bonomo                      |                              |
| 2016 | Berlín                                      | Clara               | Luciano Salerno                    | Cortometraje                 |
| 2016 | Hay que matar a la gallina                  | Madre joven         | Lucía Jalil e Hilario Quinteros    |                              |
| 2016 | 2001: mientras Kubrick estaba en el espacio | Julieta             | Gabriel Nicoli                     |                              |
| 2017 | Sinfonía para Ana                           | Vivi                | Ernesto Ardito y Virna Molina      |                              |
| 2018 | El Ángel                                    | Marisol / Magdalena | Luis Ortega                        |                              |
| 2018 | Rompiente                                   |                     | Juan Schnitman                     | Mediometraje                 |
| 2018 | El otro verano                              | Victoria "Vicky"    | Julián Giulianelli                 |                              |
| 2021 | Las perdidas del puente                     | Eva                 | Agustina Macri                     |                              |
| 2022 | Espacio muerto                              | Julia               | Ana de Paula                       |                              |
| 2022 | La nueva influencia                         | Amalia              | Denis Rovira                       |                              |
| 2022 | Mientras seamos amigos y me ames            | Julieta             | Lucas Spaciuk                      | Cortometraje                 |
| 2022 | Sinfonía para Vivi                          | Viviana "Vivi"      | Ernesto Ardito                     | Secuela de Sinfonía para Ana |
| 2022 | Matadero                                    | Vicenta             | Santiago Fillol                    |                              |
| 2024 | El llanto                                   | Camila              | Pedro Martín-Calero                |                              |

### Televisión
| Año  | Título                   | Papel                  | Canal      | Notas                                    |
| ---- | ------------------------ | ---------------------- | ---------- | ---------------------------------------- |
| 2013 | Aliados                  | Marina                 | Telefe     | Participación especial, (Temp 1)         |
| 2014 | Guapas                   | Laura                  | Canal 13   | Recurrente                               |
| 2015 | La verdad                | Rocío Santamarina      | TV Pública | Elenco secundario                        |
| 2016 | La última hora           | Sobrina de Lautaro     | TV Pública | Episodio 11: "El vientre del arquitecto" |
| 2018 | Edha                     | Delfina                | Netflix    | Participación especial                   |
| 2018 | Psiconautas              | Débora "Debbie" Trozzi | Netflix    | Recurrente, (temp 2)                     |
| 2018 | El lobista               | Jimena                 | Canal 13   | Recurrente                               |
| 2018 | 100 días para enamorarse | Sofía                  | Telefe     | Recurrente                               |
| 2019 | No sé como volver        | Ana                    | Flow       | Elenco principal                         |
| 2022 | El hincha                | Pía Arias              | El nueve   | Elenco principal                         |

### Series web
| Año  | Título           | Papel  | Distribuidor | Notas |
| ---- | ---------------- | ------ | ------------ | ----- |
| 2015 | La niña elefante | Malena | YouTube      |       |
| 2018 | Parecido         | Paloma | UN3TV        |       |

## Teatro
| Año  | Obra      | Papel   | Director                           | Notas                                      |
| ---- | --------- | ------- | ---------------------------------- | ------------------------------------------ |
| 2017 | Chacabuco | Claudia | Lucía Rongo y Florencia Tolchinsky | Adaptación de la película del mismo nombre |
| 2022 | Wellness  | Roxy    | Paloma Contreras                   |                                            |

## Discografía

### EPs
| Título      | Detalles                                                                                |
| ----------- | --------------------------------------------------------------------------------------- |
| La Negación | - Lanzamiento: 12 de junio de 2020 - Sello: TDA - Formatos: descarga digital, streaming |

### Sencillos
Sencillos como artista principal
| Título             | Año  | Álbum             |
| ------------------ | ---- | ----------------- |
| «Sabe Mal»         | 2019 | La Negación       |
| «Lindos Problemas» | 2020 | La Negación       |
| «Salvaje»          | 2020 | La Negación       |
| «Preso»            | 2020 | La Negación       |
| «Mucho»            | 2020 | Canción sin álbum |

## Premios y nominaciones
| Año  | Premio                  | Categoría           | Trabajo nominado | Resultado |
| ---- | ----------------------- | ------------------- | ---------------- | --------- |
| 2016 | Premios Cóndor de Plata | Revelación femenina | Mariposa         | Nominada  |